# Копальня Бейкер
Копальня Бейкер — колишній гірничодобувний майданчик у центральній частині Тихого океану на острові Бейкер зі складу архіпелагу Фенікс (адміністративна одиниця Зовнішні малі острови США).
У другій половині XIX століття на тлі зростаючого попиту на добрива велись пошуки та видобуток гуано на численних островах світового океану. Зокрема, в другій половині 1850-х островом Бейкер зацікавилась American Guano Company. Розробка почалась у 1859-му та велась до 1878 року, коли через зависокі транспортні витрати та падіння якості гуано (що робило продукцію неконкурентоздатною) американська компанія полишила острів, на якому залишилось 14 тисяч тонн вже видобутого добрива.
В 1886-му австралійська компанія Houlder Brothers викупила в American Guano Company права на розробку покладів Бейкеру (а також островів Гауленд та Джарвіс) і кілька років вела тут діяльність. Втім, вже у 1890-му Houlder Brothers покинула центрально-тихоокеанський регіон, оскільки отримала дозвіл на розробку розташованого поряд з Австралією острова Рейн (Raine).
Роботи велись відкритим способом, при цьому щоб добратись до гуано доводилось видаляти верхній шар грунту. Доставку гуано до місця, звідки було найбільш зручно перевантажувати його на судна, організували за допомогою вагонеток, що приводились у рух мулами чи самими працівниками. Далі продукт пересипали у мішки й завантажували на лодки, що брали біля 1 тонни вантажу та доправляли його до судна на якірній стоянці.
Добриво відправляли передусім до США, втім, відомо й про рейси до Великої Британії. Відносно масштабів видобутку є відомості, що всього з Бейкеру вивезли біля 300 тисяч тонн гуано.
Оточені рифами центрально-тихоокеанські острови були небезпечними для кораблів, що прибували для вивозу продукції, при цьому саме Бейкер став рекордсменом за кількістю загиблих кораблів — відомо про втрату таких суден, як «Virginia» (загинуло вже у травні 1859 року), «Asterion», «E. H. Taylor», «Minehaha», «Seaman's Bride», «Lady Washington» (відомо, що воно встигло прийняти на борт від 400 до 500 тонн гуано), «St. Charles», «Mattapan», «Robinson», «Mary L. Sutton», «Shaftsbury» (загинуло у 1869-му), «Mattie Banks», «Nettie Brooks», «Liebig», «Napier». Крім того, в 1869 році біля Бейкеру втратили судно «Robin Hood» (мало на борту понад 400 тонн гуано), причиною загибелі якого став підпал кількома членами команди.
При сприятливій погоді швидкість завантаження становила від 100 до 150 тонн на добу, втім, природні умови могли завдавати з цим чималого клопоту. Так, одне з суден, щоб прийняти 1200 тонн вантажу, перебувало біля острова два місяці та мусило за цей час п'ять разів покидати стоянку та відправлятись у відкрите море подалі від рифів. Як наслідок описаних обставин, багато судновласників не бажали контрактувати свої кораблі на рейси до Бейкеру і вартість вивезення звідси добрива була зависокою (водночас якість гуано з Бейкера була мало не найкращою серед сучасних йому розробок на центрально-тихоокеанських островах).
Відомо також, що для зменшення витрат на розробку на початку 1860-х American Guano Company домовилась з Phoenix Guano Company про спільне фрахтування судна постачання, яке раз на 2—3 місяці доправляло припаси та нових працівників на задіяні у видобутку гуано острови Бейкер, Джарвіс, Мак-Кін, Ендербері та Фенікс (останні три відносились до діяльності Phoenix Guano Company).